# Sociedade Albert Einstein
A Sociedade Albert Einstein (em inglês:  Albert Einstein Society) foi fundada a 28 de junho de 1977 por Max Flückiger, cuja sede situa-se em Berna, capital da Suíça. É responsável pela entrega da Medalha Albert Einstein, atribuída a pessoas que tenham contribuído de modo significativo para a ciência relacionada com a obra de Albert Einstein.